# Andreas Meyer-Landrut
Andreas Meyer-Landrut (Tallinn, 31 de maig de 1929) és un diplomàtic alemany. Va ser l'ambaixador de l'Alemanya de l'Oest a la Unió Soviètica a Moscou de 1980 a 1983 i una altra vegada del 1987 fins al 1989. Ell també va servir el cap d'estat a l'oficina del President d'Alemanya durant la presidència de Richard von Weizsäcker del 1989 fins al 1994.